# Sommerschafweide mit Baum- und Heckenlandschaft beim Steinbruch im Bohl
Die Sommerschafweide mit Baum- und Heckenlandschaft beim Steinbruch im Bohl ist vom Landratsamt Tuttlingen am 8. November 1957 durch Verordnung ausgewiesenes Landschaftsschutzgebiet auf dem Gebiet der Gemeinde Renquishausen.

## Lage
Das Landschaftsschutzgebiet Sommerschafweide mit Baum- und Heckenlandschaft beim Steinbruch im Bohl liegt ungefähr 500 Meter nordwestlich von Renquishausen im Gewann Schrand. Es gehört zum Naturraum Hohe Schwabenalb und liegt im Naturpark Obere Donau sowie im Vogelschutzgebiet Südwestalb und Oberes Donautal.
Das Gebiet befindet sich in der geologischen Einheit des Oberjura. Es stehen die Formationen Obere Lochen-Schichten Unterer Massenkalk an.

## Landschaftscharakter
Das Gebiet ist zu etwa zwei Dritteln bewaldet. Im Norden befindet sich eine Erddeponie in einem ehemaligen Steinbruch. Im Westen ragt zungenförmig eine Wiese in das Gebiet. Entlang der Straße nach Königsheim befinden sich einige Hecken- und Steinriegelbiotope.